# Frantz Edom
Frantz Edom est un footballeur français né le 9 décembre 1939 à Pointe-à-Pitre, qui évoluait au poste d'ailier gauche.

## Biographie
Il commence sa carrière de footballeur au Racing Club de Lens en 1961. Il rejoint ensuite le FC Nantes en 1962 lors du mercato estival.
Il est recruté en 1965 par l'AS Angoulême. Il rejoint avec le club la D1 lors de la saison 1969-1970. Il passera la majeure partie de sa carrière dans ce club (six saisons). En 1971, il retourne en D2 avec l'Olympique avignonnais où il jouera deux saisons. Il rejoint en 1973 l'Union sportive du Grand Boulogne, club qui sera son dernier avant sa retraite en 1974.
Frantz Edom dispute à trois reprises les demi-finales de la Coupe de France, en 1967 et 1968 avec Angoulême, puis en 1973 avec Avignon.
Il dispute un total de 78 matchs en Division 1, inscrivant 13 buts, et 235 matchs en Division 2, inscrivant 43 buts. Il joue également deux rencontres en Coupe de l'UEFA.
Il inscrit 12 buts en D2 lors de la saison 1968-1969 avec Angoulême, ce qui constitue sa meilleure performance. Il se classe par ailleurs quatrième de la Division 1 avec cette même équipe en 1970, ce qui constitue son meilleur résultat.

## Palmarès
- Vice-champion de France D2 en 1963 avec le FC Nantes
- Vice-champion de France D2 en 1969 avec l'AS Angoulême